# Ralph Tate
Ralph Tate (11 de marzo de 1840 - 20 de septiembre de 1901) fue un botánico y geólogo australiano, nacido en Inglaterra.

## Primeros años
Tate era originario de Alnwick, en Northumberland, hijo de Thomas Turner Tate (1807-1888), un docente de matemática y ciencias, y Frances Hunter. Era sobrino de George Tate (1805-1871), naturalista y arqueólogo, y miembro activo del Berwickshire Naturalists Club. Tate fue educado en el "Cheltenham Training College" y en la Royal School of Mines.

## Carrera científica
En 1861, Tate fue nombrado profesor de ciencias naturales en la "Philosophical Institution", de Belfast. Luego estudió botánica, publicando su Flora Belfastinesis en 1863, mientras también investigaba rocas del Cretácico y Triásico del condado de Antrim (Irlanda del Norte), cuyos resultados se presentaron a la Sociedad Geológica de Londres. En 1864 fue designado asistente en el museo de esa sociedad.
En 1866 escribió tres artículos botánicos, y también publicó A Plain and Easy Account of the Land and Freshwater Mollusks of Great Britain (Una cuenta normal y fácil de los moluscos de agua dulce y de tierra de Gran Bretaña ).
En 1867 fue en una expedición de exploración a Nicaragua y Venezuela. En 1871 fue nombrado en la escuela de minería establecido por los fabricantes de hierro de Cleveland, por primera vez en Darlington, y más tarde en la de Redcar. Aquí hizo un estudio especial del Jurásico inferior y de sus fósiles, en conjunto con el Rev. J. F. Blake, donde los resultados se publicaron en la importante obra The Yorkshire Lias (1876), en el que la historia de vida de los estratos fue trabajado por primera vez en detalle.
En 1875, fue nombrado "profesor Thomas Elder" de historia natural en la Universidad de Adelaida, Australia del Sur, enseñando botánica, zoología, y geología.
En 1882, Tate viajó al Territorio del Norte e hizo un valioso informe sobre sus características geológicas y mineralógicas.
Tate prestó especial atención a moluscos del Holoceno y del Terciario, de Australia, descubriendo evidencia de la glaciación del Pérmico, en el sur de Australia, en Hallett Cove (Australia del Sur). En 1890, publicó su valioso Handbook of the Flora of Extratropical South Australia. En 1894, fue miembro de la Expedición Horn a Australia Central, escribiendo el reporte paleontológico en colaboración con J.A. Watt, también el de geología general, y el de botánica con Joseph Maiden.
Tate realizó una visita a Inglaterra a finales de 1896, en parte por el bien de su salud, pero a principios de 1901 comenzó a fallar de nuevo y murió el 20 de septiembre de 1901, a los 61 años. Se casó dos veces, le sobrevivió su segunda esposa, con un hijo y dos hijas de su primer matrimonio, y dos hijos y una hija de la segunda.

## Otras publicaciones

### Libros
- samuel Peckworth Woodward, ralph Tate, a.n. Waterhouse. 1830. A manual of the Mollusca: being a treatise on recent and fossil shells. 4ª edición de C. Lockwood & Co. 627 pp. en línea

## Honores
- Vicepresidente, y luego presidente (1878–1879) de la Philosophical Society. En 1880, cambió su nombre a Royal Society of South Australia, siendo Tate su primer presidente en tal año[1] Tate alentó personalmente a los miembros a enviar artículos originales, contribuyendo con cerca de 100 trabajos a sus Transactions and Proceedings.
- 1883: miembro de la Sociedad Linneana de Londres
- 1888: pte. de la Sección biológica del Encuentro de Australasian Association for the Advancement of Science. Cinco años después, Tate fue presidente de la reunión de esta asociación celebrado en Adelaida
- 1893: Medalla Clarke by the Royal Society of New South Wales